# Korji, Barîșivka
Korji (în ucraineană Коржі) este o comună în raionul Barîșivka, regiunea Kiev, Ucraina, formată numai din satul de reședință.

## Demografie
Componența lingvistică a comunei Korji
     Ucraineană (96,89%)
     Rusă (3,04%)
     Alte limbi (0,07%)
Conform recensământului din 2001, majoritatea populației comunei Korji era vorbitoare de ucraineană (96,89%), existând în minoritate și vorbitori de rusă (3,04%).